# Soindres
Soindres là một xã của Pháp, nằm ở tỉnh Yvelines trong vùng Île-de-France.
Người dân ở đây trong tiếng Pháp gọi là Soindrais.

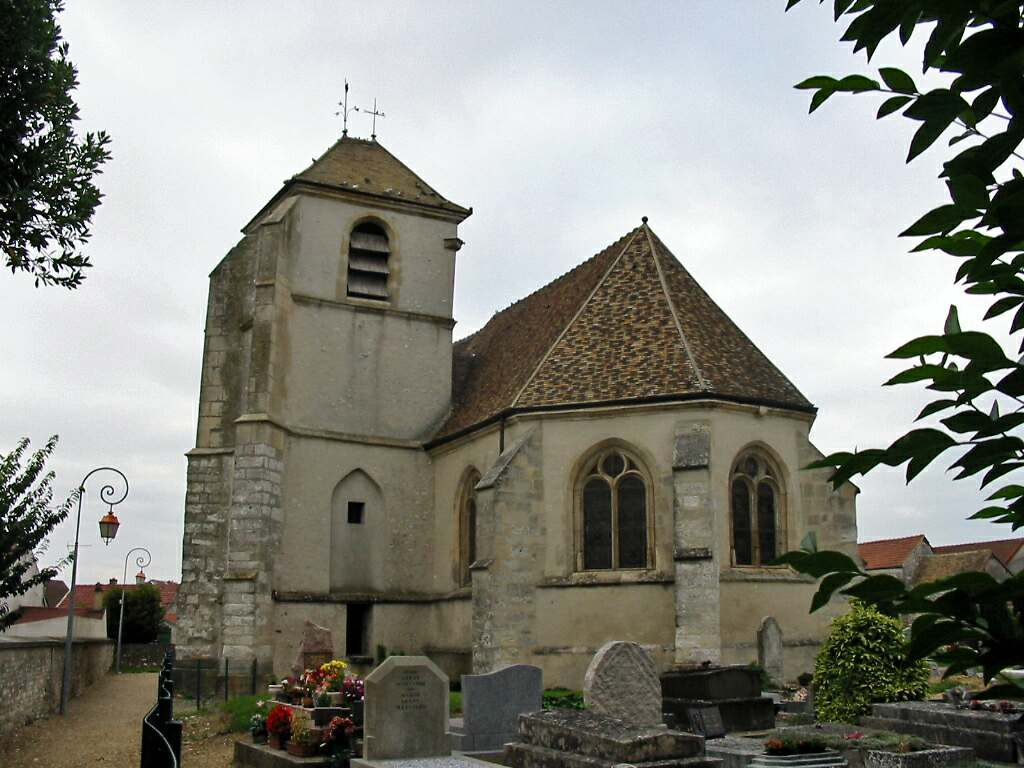
Nhà thờ Saint-Martin

Soindres nằm trên một cao nguyên, trên độ cao 120 m, về phía nam khu vực đô thị Mantes-la-Jolie.
Các xã giáp ranh gồm: phía bắc là Magnanville, về phía tây là Fontenay-Mauvoisin, về phía tây nam Favrieux, về phía nam là Flacourt, về phía đông nam là Vert, về phía đông là Auffreville-Brasseuil.
Kinh tế chủ yếu là trồng trọt ngũ cốc.
Bản mẫu:Tổng Guerville